# Weissensee (sjö i Österrike, Tyrolen)
Weissensee är en sjö i Österrike.   Den ligger i förbundslandet Tyrolen, i den västra delen av landet, 400 km väster om huvudstaden Wien. Weissensee ligger 1 090 meter över havet. De högsta punkterna i närheten är Grubigstein, 2 233 meter över havet, 2,6 km nordväst om Weissensee samt berget Wannig, 2 493 meter över havet, söder om sjön.
I omgivningarna runt Weissensee växer i huvudsak barrskog. Runt Weissensee är det ganska glesbefolkat, med 34 invånare per kvadratkilometer.